# Артур Жорже
Артур Жорже (порт. Artur Jorge Braga de Melo Teixeira; 13. фебруар 1946 — 22. фебруар 2024) био је португалски фудбалски тренер и фудбалер.

## Биографија
Почео је да игра фудбал у млађим категоријама ФК Порто. Као професионални играч, играо је за Академику де Коимбра и Бенфику, пре него што је завршио каријеру у Белененсесу у сезони 1977–78, због тешке повреде задобијене на тренингу на Естадио Националу где је сломио ногу. Такође је играо у Северноамеричкој фудбалској лиги са Рочестер Лансерсе.
Након играчке каријере, Артур Жорже је отишао у Лајпциг, Источна Немачка, да усавршава рад на фудбалу и методологији тренинга. Тренерску каријеру је започео радећи са Виторијом де Гимараеш, затим је прешао у Белененсес, Портимоненсе, а затим је потписао уговор са Портом за сезону 1984–85, где је освојио три титуле националног шампиона и две титуле Купа Португала. Највећи успех у тренерској каријери био је освајање Купа европских шампиона са Портом победом над фаворизованим Бајерном из Минхена резултатом 2–1. Жорже је од тада био познат као „Реи Артур“ („Краљ Артур“). Следеће сезоне је прешао у Расинг Париз, а вратио се у Порто 1989–90. Затим је прешао у Пари Сен Жермен 1991–92, где је освојио национално првенство 1993–94.
Прешао је у Бенфику 1994–95, завршивши трећи у првенству, а замењен је на почетку следеће сезоне. Постао је тренер неколико других клубова, укључујући Академику из Коимбре, Витесе Арнем, Тенерифе и ЦСКА Москва. Водио је португалску репрезентацију, прво док је још био тренер Порта током сезона 1989–90 и 1990–91, а поново током сезоне 1996–97. Такође је водио Швајцарску на Европском првенству 1996, замењујући Роја Хоџсона под којим су се квалификовали. Од 2004. године водио је репрезентацију Камеруна. Није успео да одведе екипу на Светско првенство у фудбалу 2006. године. Водио је саудијски клуб Ал-Наср само две куп утакмице и отпуштен је након пораза 4:1 од Ал-Фајсалија. Затим је водио француског друголигаша Кретеј у сезони 2006/07.
Дана 27. новембра 2014. године, предводио је алжирски клуб МК Алжир, окончавши седмогодишњи период без тренерског посла.
Преминуо је 22. фебруара 2024. године у 78. години живота.

## Успеси

### Играч
Бенфика
- Прва лига Португалије: 1970–71, 1971–72, 1972–73, 1974–75.[13]

### Тренер
Порто
- Прва лига Португалије: 1984–85, 1985–86, 1989–90.
- Куп Португалије: 1990–91.
- Суперкуп Португалије: 1984, 1986, 1990.
- Куп европских шампиона: 1986–87.

ПСЖ
- Лига 1: 1993–94.
- Куп Француске: 1992–93.

Ел Хилал
- Саудијска професионална лига: 2001–02.
- Куп победника купова Азије: 2001–02.

ЦСКА Москва
- Суперкуп Русије: 2004.